# Hoffmannseggia drepanocarpa
Hoffmannseggia drepanocarpa es una especie de planta floral del género Hoffmannseggia, tribu Caesalpinieae. Fue descrita por A. Gray y publicada por primera vez en Smithsonian Contr. Knowl. 3(5): 58 (1852).
Es una planta perenne que crece en zonas templadas.

## Distribución
Se distribuye por Arizona, Colorado, Kansas, el noreste de México, Nuevo México y Texas.